# Tommy Moe
Tommy Moe, né le 17 février 1970 à Missoula, est un ancien skieur alpin américain spécialiste des épreuves de vitesse, champion olympique de descente à  Lillehammer en 1994 où il a aussi remporté la médaille d'argent en Super-G.

## Biographie
Né à Missoula, dans le Montana, Tommy Moe a commencé le ski dans le Whitefish Mountain Resort, où son père était un membre des pisteurs-secouristes de la station. Il a aussi développé ses techniques de ski à Alyeska, une station près d'Anchorage, en Alaska. Il a rejoint l'équipe de ski alpin américaine en 1986, à l'âge de 16 ans.
Il a fait ses débuts en Coupe du monde à l'âge de 17 ans. Il a également participé aux Championnats de monde de 1989, à Vail, dans le Colorado. Il y termine 12e de la compétition de descente. Il a obtenu ses premiers points en Coupe du monde en mars 1990, où il a terminé à la 13e place de la descente de Åre, en Suède. Il participe ensuite aux Jeux olympiques d'hiver de 1992, obtenant comme meilleur classement une 18e place en combiné.
Il est sélectionné pour les Jeux olympiques d'hiver de 1994, à Lillehammer, en Norvège. Il y réalise une surprenante performance en devenant le premier skieur américain a remporter deux médailles lors d'un événement olympique. Moe remporte la médaille d'or de la descente et la médaille d'argent du super G sur la piste de Kvitfjell. En descente, il a devancé le skieur norvégien Kjetil André Aamodt de 0,04 secondes pour pouvoir s'emparer de la plus haute marche du podium. Il a ensuite terminé deuxième du super G le jour de ses 24 ans. Il est seulement devancé par l'Allemand Markus Wasmeier,. Il a connu le succès bien qu'il n'ait, à ce moment, remporté aucune épreuve en Coupe du monde. Il a tout de même obtenu trois podiums les mois précédents et une cinquième place dans la descente des Championnats de monde de 1993. Un mois après les Jeux d'hiver, il a remporté son unique succès en Coupe du monde lors du super G de Whistler, au Canada,. Son meilleur résultat lors de la saison 1993-1994 est une 3e place au classement du super G.
En mars 1995, Tommy Moe se blesse à son genou droit sur la piste de Kvitfjell, la même piste où il a remporté ses médailles olympiques. Après sa convalescence, il n'est pas parvenu à retrouver son meilleur niveau. Il n'a pas participé aux Championnats de monde de 1997 à cause d'une blessure au pouce qui a nécessité une intervention chirurgicale. Il est revenu à la compétition en mars et a remporté la descente du championnat américain de ski alpin. Moe participe pour la troisième fois aux Jeux d'hiver à Nagano, au Japon. Il a terminé à la 8e place du Super G et la 12e place de la descente. Il se retire de la compétition à la fin de la saison.

## Palmarès

### Jeux olympiques
| Épreuve / Édition | Albertville 1992 | Lillehammer 1994 | Nagano 1998 |
| Descente          | 20e              | Or               | 12e         |
| Super G           | 28e              | Argent           | 8e          |
| Combiné           | 18e              | 5e               |             |

### Championnats du monde
| Épreuve / Édition | Vail 1989 | Morioka Shizukuishi 1993 | Sierra Nevada 1996 |
| Descente          | 12e       | 5e                       | 21e                |
| Super G           | 21e       |                          | 42e                |
| Combiné           |           | 13e                      |                    |

### Coupe du monde
- Meilleur classement final : 8e en 1994
- 1 victoire (1 en Super G).

#### Différents classement en Coupe du monde
| Saison | Âge | Génaral | Slalom | Slalom Géant | Super G | Descente | Combiné |
| ------ | --- | ------- | ------ | ------------ | ------- | -------- | ------- |
| 1990   | 20  | 97e     | —      | —            | —       | 36e      | —       |
| 1991   | 21  | 74e     | —      | —            | —       | 29e      | —       |
| 1992   | 22  | 79e     | —      | —            | 49e     | 40e      | 31e     |
| 1993   | 23  | 31e     | —      | —            | 26e     | 19e      | 48e     |
| 1994   | 24  | 8e      | —      | —            | 3e      | 8e       | 4e      |
| 1995   | 25  | 28e     | —      | —            | 11e     | 18e      | 12e     |
| 1996   | 26  | 152e    | —      | —            | 62e     | 65e      | —       |
| 1997   | 27  | 87e     | —      | —            | 50e     | 35e      | —       |
| 1998   | 28  | 72e     | —      | —            | 32e     | 35e      | —       |

#### Détails des victoires
| Épreuve / Édition | Super G  |
| 1994              | Whistler |